# 加列尼元帅大街

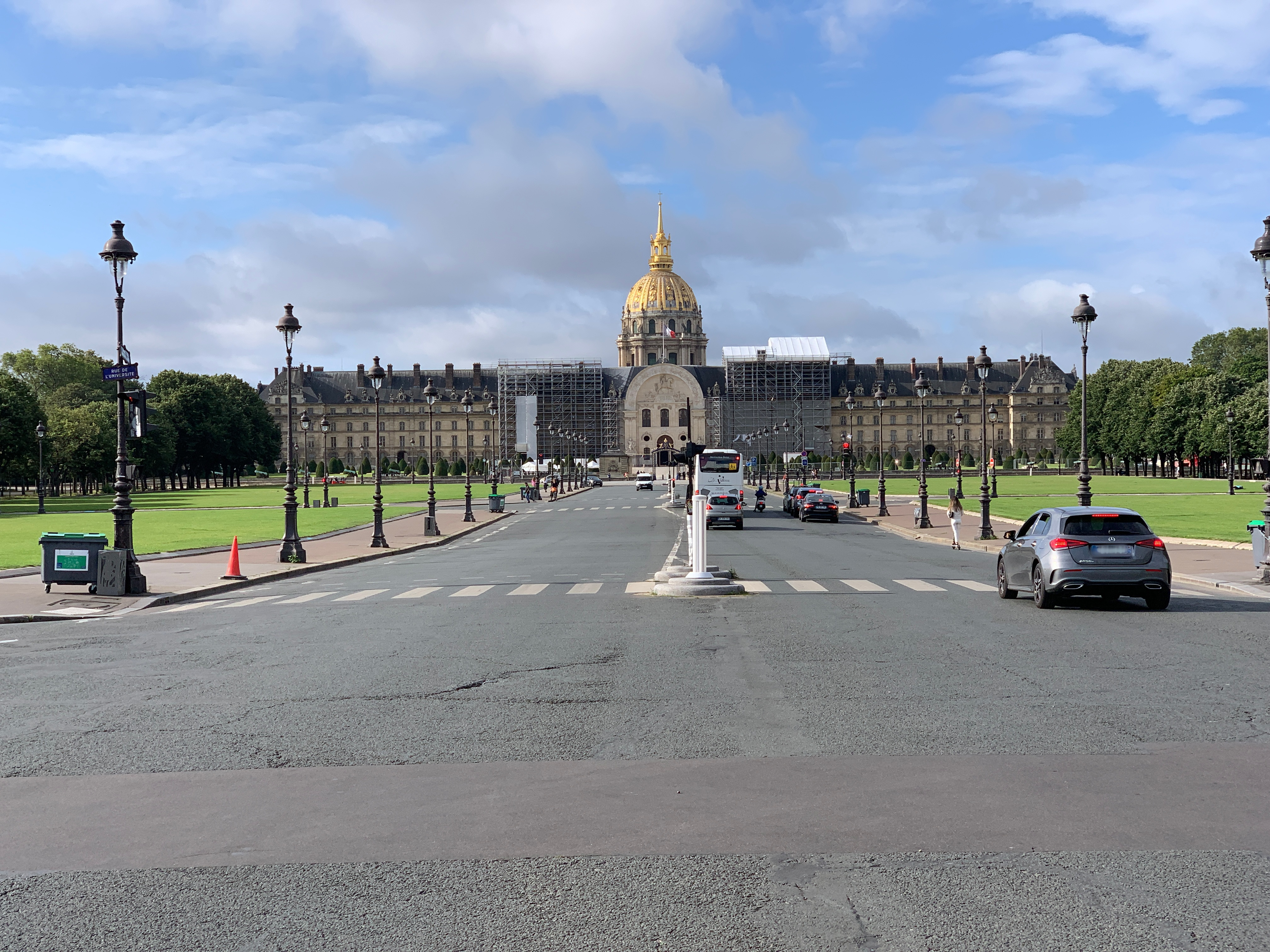
加列尼元帥大街（2021年8月）

加列尼元帅大街（Avenue du Maréchal-Gallieni）是巴黎第七区的一条街道。长450米，宽20米。它始于Quai d'Orsay ，止于荣军院北侧的荣军院广场。中间与两条道路交叉：北面的大学路（rue de l'Université），以及南面的圣道明路（rue Saint-Dominique）。  

## 名称
加列尼元帅大街得名于法国元帅约瑟夫·加列尼 (1849-1916). 

## 历史
加列尼元帅大街开辟于1704年，原名荣军院大街 (Avenue des Invalides)，1918年改为“加列尼将军大街”（avenue du Général-Gallieni），1921年再改为“加列尼元帅大街”。1900年，其北端塞纳河上兴建了亚历山大三世桥，通往香榭丽舍大街。